# Connector (taalkunde)
Een connector is in de tekstlinguïstiek een woord dat twee hoofdzinnen of een hoofd- en bijzin met elkaar verbindt, over het algemeen een voegwoord of bijwoord. Connectoren worden met name gebruikt voor het vormen van samengestelde zinnen. Op iets hoger niveau vormen ze het primaire middel voor het bereiken van cohesie binnen een tekst. Op nog hoger niveau kunnen ze ook aan de basis liggen van coherentie, hoewel dit laatste ook door middel van andere talige elementen kan worden bereikt.
De term is in de praktijk bijna alleen in gebruik bij het bespreken van aspecten van de Latijnse grammatica.

## Voorbeelden
In de volgende twee Nederlandse zinnen zijn alle connectoren cursief weergegeven:
- Zondag waren wij weer samen aan het wandelen, toen hij het bos in ging terwijl hij weet dat hij dit niet mag. Maar ik zag dat hij stil bleef staan en dacht dat er een ander hondje was.